# Sajó Károly

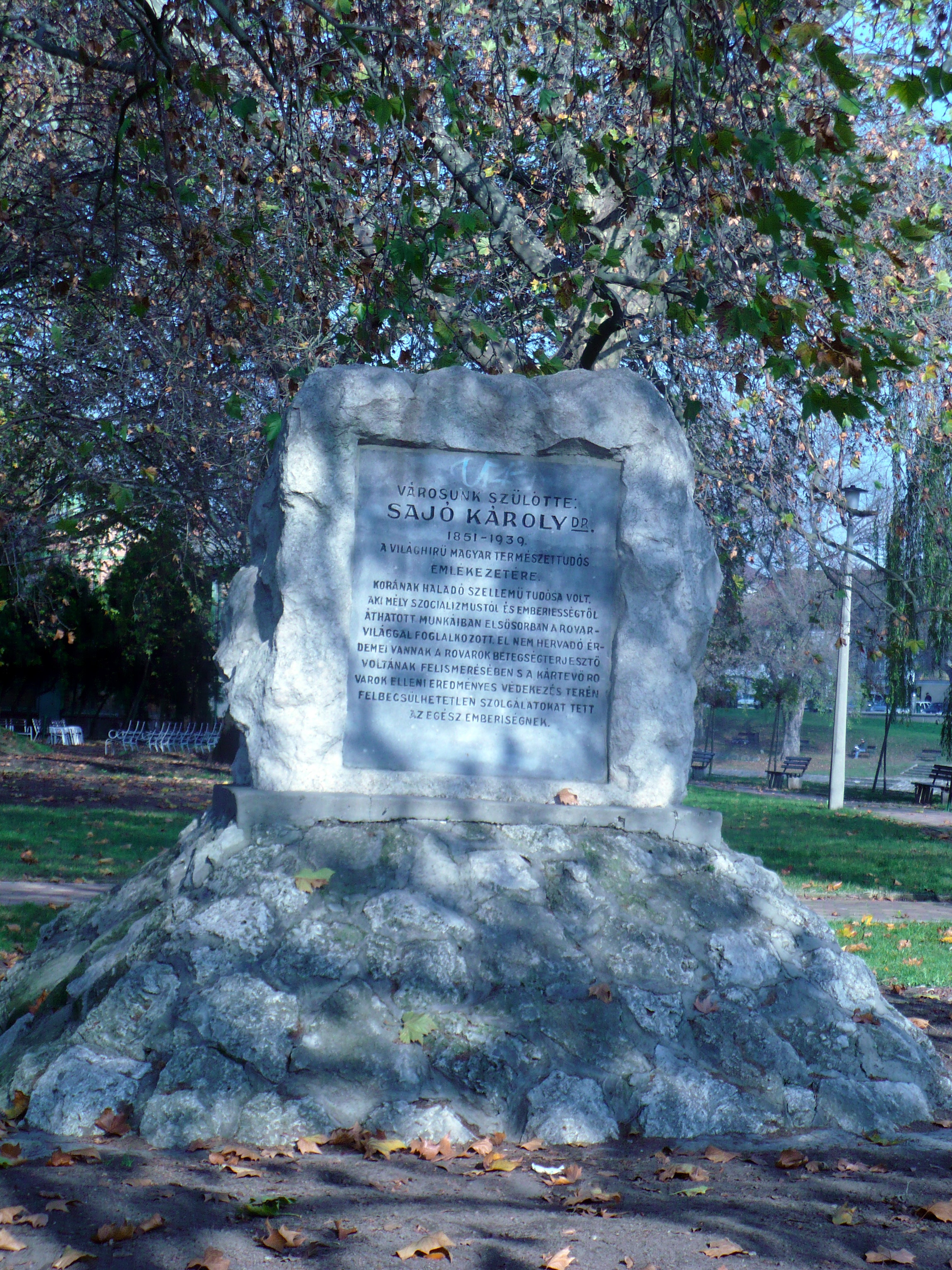
Emlékműve a Radó-szigeten

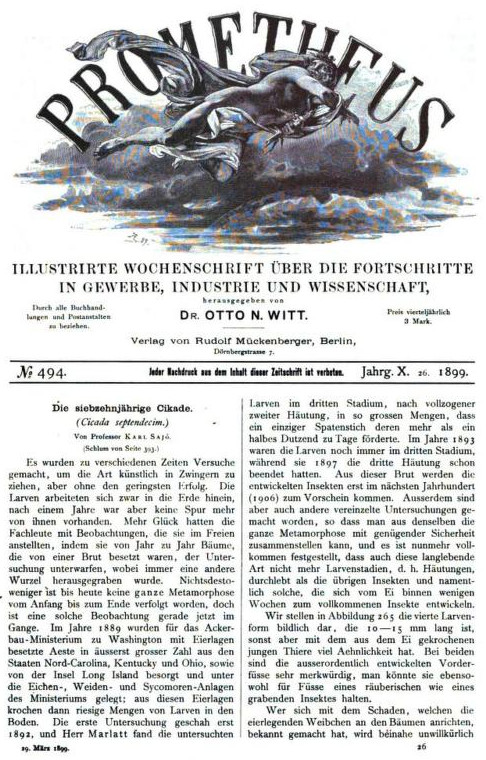
A Prometheus c. hetilap címlapja Sajó Károly cikkének részletével (1899)

Sajó Károly (született Schemiz Károly, Győr, 1851. június 20. – Őrszentmiklós, 1939. február 9.) magyar entomológus, tanár.

## Élete
Apja Schemiz Károly orvos volt. Győrben végzett iskolái után a Pesti Tudományegyetemen szerzett természetrajz szakos tanári oklevelet. 22 évesen vette el Kvassay Ilonát, akihez rokoni szálak is fűzték, és akitől három fiúgyermeke született. Felesége halála után sógornőjét, Kvassay Júliát vette feleségül. 1877-1880-ig tanított az ungvári katolikus főgimnáziumban Ezután 15 évig kutatóként működött. A Phyloxéra Kísérleti Állomáson, majd annak utód intézményében, a Rovartani Állomáson dolgozott. 1895-ben nyugdíjba ment, mezőgazdasági rovartannal és kertészettel foglalkozott őrszentmiklósi birtokán. Magyarországon elsőként ismertette a szőlő peronoszpóra-betegsége és a marokkói sáska (Calliptamus maroccanus) elleni védekezést. 1896-ban elsőként írt az időjárás rovarokra gyakorolt hatásáról. 1872-1914 között tevékenykedett szakíróként. Ezalatt kb. 466 publikációja és több könyve jelent meg, a német nyelvű Prometheus c. lapnak 18 évig volt a főmunkatársa. Kiválóan beszélt németül, angolul és franciául is. 
Úttörő volt az ökológiai és biocönonógiai vonatkozások alkalmazásában. Őrszentmiklósi birtokán a természetvédelemmel elméletben és gyakorlatban egyaránt foglalkozott. 
Számos nemes fát honosított meg őrszentmiklósi parkja futóhomokján (nagylevelű hárs, nyírfák, feketefenyő). Rovargyűjteménye a legnagyobb magángyűjtemények között van.

## Művei
- Peronospora viticola (Bp., 1890.)
- A szőlőlevélsodró pille (Bp., 1891.)
- Krieg und Frieden im Ameisenstaat (Stuttgart, 1908.)
- Unsere Honigbiene (Stuttgart, 1909)
- Aus dem Leben der Käfer (Leipzig, 1910.)

## Emlékezete
A győri Radó-sziget déli részén található emléktáblája. Róla nevezték el a Sajó Károly Kárpát-medencei Környezetvédelmi Csapatversenyt.